# Lista de países por código do COI
Esta é a lista dos códigos de três letras usados pelo Comité Olímpico Internacional para designar as nações representadas pelos atletas que participam em eventos desportivos. Por razões históricas, alguns dos códigos são diferentes dos códigos padronizados na norma ISO 3166-1.

## Códigos atuais
Índice: Topo - A B C D E F G H I J K L M N O P Q R S T U V W X Y Z
Códigos obsoletos - Referências - Ligações externas
| Código | País / Designação segundo o COI                               | Primeiro uso | Observações |
| ------ | ------------------------------------------------------------- | ------------ | --- |
| AFG    | Afeganistão                                                   | 1936         | |
| ALB    | Albânia                                                       | 1972         | |
| ALG    | Argélia                                                       | 1964         | |
| AND    | Andorra                                                       | 1976         | |
| ANG    | Angola                                                        | 1980         | |
| ANT    | Antígua e Barbuda                                             | 1960         | parte da BWI ( Federação das Índias Ocidentais) 1960 em uso retomado em 1964 |
| ASA    | Samoa Americana                                               | 1988         | |
| ARG    | Argentina                                                     | 1920         | |
| ARM    | Armênia                                                       | 1996         | parte da RUS ( Rússia) 1900–1912 · parte da URS ( União Soviética) 1924–1988 · parte da EUN ( Equipa Unificada) 1992 |
| ARU    | Aruba                                                         | 1988         | |
| AUS    | Austrália                                                     | 1896         | Teddy Flack competiu como parte da GBR ( Reino Unido) 1896 · em uso 1896–1904 · parte da ANZ ( Australásia) 1908–1912 · em uso retomado em 1920                                                                              |
| AUT    | Áustria                                                       | 1896         | |
| AZE    | Azerbaijão                                                    | 1992         | parte da RUS ( Rússia) 1900–1912 · parte da URS ( União Soviética) 1924–1988 · parte da EUN ( Equipa Unificada) 1992 |
|        |                                                               |              | |
| BAH    | Bahamas                                                       | 1952         | |
| BAN    | Bangladesh                                                    | 1984         | |
| BAR    | Barbados                                                      | 1968         | parte da BWI ( Federação das Índias Ocidentais) 1960 |
| BDI    | Burundi                                                       | 1996         | |
| BEL    | Bélgica                                                       | 1900         | |
| BEN    | Benim                                                         | 1980         | DAH (Daomé) 1972 |
| BER    | Bermudas                                                      | 1936         | |
| BHU    | Butão                                                         | 1984         | |
| BIH    | Bósnia e Herzegovina                                          | 1992         | parte da YUG ( Iugoslávia) 1920–1988 |
| BIZ    | Belize                                                        | 1968         | |
| BLR    | Bielorrússia                                                  | 1992         | parte da RUS ( Rússia) 1900–1912 · parte da URS ( União Soviética) 1924–1988 · parte da EUN ( Equipa Unificada) 1992 |
| BOL    | Bolívia                                                       | 1936         | |
| BOT    | Botswana                                                      | 1980         | |
| BRA    | Brasil                                                        | 1920         | |
| BRN    | Bahrein                                                       | 1984         | |
| BRU    | Brunei ·                                                      | 1988         | |
| BUL    | Bulgária                                                      | 1896         | |
| BUR    | Burquina Fasso                                                | 1972         | competiu como VOL ( Alto Volta) (1972–1984) |
|        |                                                               |              | |
| CAF    | República Centro-Africana                                     | 1968         | |
| CAM    | Camboja                                                       | 1956         | |
| CAN    | Canadá                                                        | 1900         | |
| CAY    | Ilhas Caimã                                                   | 1976         | parte da BWI ( Federação das Índias Ocidentais) 1960 |
| CGO    | República do Congo                                            | 1964         | |
| CHA    | Chade                                                         | 1964         | |
| CHI    | Chile                                                         | 1896         | |
| CHN    | China · designação do COI: República Popular da China         | 1932         | República da China como " Taiwan" 1932–1956 · em uso desde 1979 |
| CIV    | Costa do Marfim                                               | 1964         | |
| CMR    | Camarões                                                      | 1964         | |
| COD    | República Democrática do Congo                                | 1968         | ZAI ( Zaire) 1984–1996 |
| COK    | Ilhas Cook                                                    | 1988         | |
| COL    | Colômbia                                                      | 1932         | |
| COM    | Comores                                                       | 1996         | |
| CPV    | Cabo Verde                                                    | 1996         | |
| CRC    | Costa Rica                                                    | 1936         | |
| CRO    | Croácia                                                       | 1992         | parte da YUG ( Iugoslávia) 1920–1988 |
| CUB    | Cuba                                                          | 1900         | |
| CYP    | Chipre                                                        | 1980         | |
| CZE    | Chéquia                                                       | 1996         | BOH ( Boémia) 1900–1912 · parte da TCH ( Tchecoslováquia) 1920–1992 |
|        |                                                               |              | |
| DEN    | Dinamarca                                                     | 1896         | |
| DJI    | Djibuti                                                       | 1984         | |
| DMA    | Dominica                                                      | 1996         | parte da BWI ( Federação das Índias Ocidentais) 1960 |
| DOM    | República Dominicana                                          | 1964         | |
|        |                                                               |              | |
| ECU    | Equador                                                       | 1924         | |
| EGY    | Egito                                                         | 1912         | bandeira em uso 1912–1920 · bandeira em uso 1924–1956 · bandeira em uso 1956-1960 · RAU ( República Árabe Unida) 1960–1968 · em uso retomado em 1972                                                                         |
| ERI    | Eritreia                                                      | 2000         | |
| ESA    | El Salvador                                                   | 1968         | |
| ESP    | Espanha                                                       | 1900         | |
| EST    | Estónia                                                       | 1924         | parte da RUS ( Rússia) 1900–1912 · em uso 1924–1936 · parte da URS ( União Soviética) 1948–1988 · em uso retomado em 1992 |
| ETH    | Etiópia                                                       | 1956         | |
|        |                                                               |              | |
| FIJ    | Fiji                                                          | 1956         | |
| FIN    | Finlândia                                                     | 1908         | |
| FRA    | França                                                        | 1896         | |
| FSM    | Estados Federados da Micronésia                               | 2000         | |
|        |                                                               |              | |
| GAB    | Gabão                                                         | 1972         | |
| GAM    | Gâmbia                                                        | 1984         | |
| GBR    | Reino Unido · designação do COI: Grã-Bretanha                 | 1896         | "Grã-Bretanha e Irlanda" 1896–1920 em uso desde 1924 nos Jogos da Commonwealth as equipas competem como: ENG ( Inglaterra) NIR ( Irlanda do Norte) SCO ( Escócia) WAL ( País de Gales)                                       |
| GBS    | Guiné-Bissau                                                  | 1996         | |
| GEO    | Geórgia                                                       | 1996         | parte da RUS ( Rússia) 1900–1912 · parte da URS ( União Soviética) 1924–1988 · parte da EUN ( Equipa Unificada) 1992 |
| GEQ    | Guiné Equatorial                                              | 1984         | |
| GER    | Alemanha                                                      | 1896         | em uso 1896–1936 · bandeira em uso 1896–1912 · bandeira em uso 1936 · dividida entre FRG ( Alemanha Ocidental) · e GDR ( Alemanha Oriental) 1952, 1968–1988 · competia como EUA ( Alemanha) 1956–1964 · uso retomado em 1992 |
| GHA    | Gana                                                          | 1952         | |
| GRE    | Grécia                                                        | 1896         | bandeira em uso 1896–1976 |
| GRN    | Granada                                                       | 1984         | parte da BWI ( Federação das Índias Ocidentais) 1960 |
| GUA    | Guatemala                                                     | 1952         | |
| GUI    | Guiné                                                         | 1968         | |
| GUM    | Guam                                                          | 1988         | |
| GUY    | Guiana                                                        | 1948         | |
|        |                                                               |              | |
| HAI    | Haiti                                                         | 1924         | |
| HKG    | Hong Kong · designação do COI: Hong Kong, China               | 1952         | designado " Hong Kong" 1952–1996 · em uso desde 2000 |
| HON    | Honduras                                                      | 1968         | |
| HUN    | Hungria                                                       | 1896         | |
|        |                                                               |              | |
| INA    | Indonésia                                                     | 1952         | |
| IND    | Índia                                                         | 1900         | |
| IRI    | Irão designação do COI: República Islâmica do Irã/Irão        | 1948         | |
| IRL    | Irlanda                                                       | 1924         | parte da "Grã-Bretanha e Irlanda" 1896–1920 em uso desde 1924 |
| IRQ    | Iraque                                                        | 1948         | |
| ISL    | Islândia                                                      | 1908         | |
| ISR    | Israel                                                        | 1952         | |
| ISV    | Ilhas Virgens Americanas ·                                    | 1968         | |
| ITA    | Itália                                                        | 1948         | KIT ( Itália) em uso 1896–1936 |
| IVB    | Ilhas Virgens Britânicas                                      | 1984         | parte da BWI ( Federação das Índias Ocidentais) 1960 |
|        |                                                               |              | |
| JAM    | Jamaica                                                       | 1948         | em uso 1948–1956 · parte da BWI ( Federação das Índias Ocidentais) 1960 · em uso desde 1964 |
| JOR    | Jordânia                                                      | 1968         | |
| JPN    | Japão                                                         | 1912         | |
|        |                                                               |              | |
| KAZ    | Cazaquistão                                                   | 1996         | parte da RUS ( Rússia) 1900–1912 · parte da URS ( União Soviética) 1924–1988 · parte da EUN ( Equipa Unificada) 1992 |
| KEN    | Quênia                                                        | 1956         | |
| KGZ    | Quirguistão                                                   | 1996         | parte da RUS ( Rússia) 1900–1912 · parte da URS ( União Soviética) 1924–1988 · parte da EUN ( Equipa Unificada) 1992 |
| KIR    | Kiribati                                                      | 2004         | |
| KOR    | Coreia do Sul designação do COI: República da Coreia          | 1948         | |
| KOS    | Kosovo                                                        | 2014         | |
| KSA    | Arábia Saudita                                                | 1972         | |
| KUW    | Kuwait                                                        | 1968         | |
|        |                                                               |              | |
| LAO    | Laos designação do COI: República Democrática Popular do Laos | 1980         | |
| LAT    | Letônia                                                       | 1924         | parte da RUS ( Rússia) 1900–1912 · em uso 1924–1936 · parte da URS ( União Soviética) 1948–1988 · em uso desde 1992 |
| LBA    | Líbia                                                         | 1964         | |
| LBR    | Libéria                                                       | 1956         | |
| LCA    | Santa Lúcia                                                   | 1996         | parte da BWI ( Federação das Índias Ocidentais) 1960 |
| LES    | Lesoto                                                        | 1972         | |
| LBN    | Líbano                                                        | 1948         | |
| LIE    | Liechtenstein                                                 | 1936         | |
| LTU    | Lituânia                                                      | 1924         | parte da RUS ( Rússia) 1900–1912 · em uso 1924–1936 · parte da URS ( União Soviética) 1948–1988 · em uso retomado em 1992 |
| LUX    | Luxemburgo                                                    | 1908         | |
|        |                                                               |              | |
| MAD    | Madagáscar                                                    | 1964         | |
| MAR    | Marrocos                                                      | 1960         | |
| MAS    | Malásia                                                       | 1956         | |
| MAW    | Malawi                                                        | 1972         | |
| MDA    | Moldávia · designação do COI: República de Moldova            | 1996         | parte da RUS ( Rússia) 1900–1912 · parte da ROM ( Roménia) 1920–1936 · parte da URS ( União Soviética) 1952–1988 · parte da EUN ( Equipa Unificada) 1992                                                                     |
| MDV    | Maldivas                                                      | 1988         | |
| MEX    | México                                                        | 1924         | |
| MGL    | Mongólia                                                      | 1964         | |
| MHL    | Ilhas Marshall                                                | 2008         | |
| MKD    | Macedônia do Norte                                            | 1996         | parte da YUG ( Iugoslávia) 1920–1988 · atletas individuais como IOP (Participante Olímpico Independente) 1992 · como Antiga República Iugoslava/Jugoslava da Macedônia/Macedónia (1994–2018)                                 |
| MLI    | Mali                                                          | 1964         | |
| MLT    | Malta                                                         | 1928         | |
| MNE    | Montenegro                                                    | 2008         | |
| MON    | Mónaco                                                        | 1920         | |
| MOZ    | Moçambique                                                    | 1980         | |
| MRI    | Ilhas Maurícias                                               | 1984         | |
| MTN    | Mauritânia                                                    | 1984         | |
| MYA    | Myanmar                                                       | 1992         | BIR ( Birmânia) 1948–1988 |
|        |                                                               |              | |
| NAM    | Namíbia                                                       | 1992         | |
| NCA    | Nicarágua                                                     | 1968         | |
| NED    | Países Baixos                                                 | 1900         | HOL (Holanda) 1900–1988 |
| NEP    | Nepal                                                         | 1964         | |
| NGR    | Nigéria                                                       | 1952         | |
| NIG    | Níger                                                         | 1968         | |
| NOR    | Noruega                                                       | 1900         | |
| NRU    | Nauru                                                         | 1996         | |
| NZL    | Nova Zelândia                                                 | 1920         | parte da ANZ ( Australásia) 1908–1912 |
|        |                                                               |              | |
| OMA    | Omã                                                           | 1984         | |
|        |                                                               |              | |
| PAK    | Paquistão                                                     | 1948         | |
| PAN    | Panamá                                                        | 1928         | |
| PAR    | Paraguai                                                      | 1964         | |
| PER    | Peru                                                          | 1936         | |
| PHI    | Filipinas                                                     | 1924         | |
| PLE    | Palestina                                                     | 1996         | |
| PLW    | Palau                                                         | 2000         | |
| PNG    | Papua-Nova Guiné                                              | 1976         | |
| POL    | Polónia                                                       | 1924         | |
| POR    | Portugal                                                      | 1912         | |
| PRK    | Coreia do Norte                                               | 1972         | |
| PUR    | Porto Rico                                                    | 1948         | |
|        |                                                               |              | |
| QAT    | Catar                                                         | 1984         | |
|        |                                                               |              | |
| ROU    | Roménia                                                       | 1924         | |
| RSA    | África do Sul                                                 | 1992         | bandeira em uso 1904–1924 SAF ( África do Sul) 1928–1960 |
| RUS    | Rússia · designação do COI: Federação Russa                   | 1900         | Designada "Império Russo" 1900–1912 (código RU1) · substituída pela URS ( União Soviética) 1952–1988 · parte da EUN ( Equipa Unificada) 1992 · em uso desde 1996                                                             |
| RWA    | Ruanda                                                        | 1984         | |
|        |                                                               |              | |
| SAM    | Samoa                                                         | 1984         | "Samoa Ocidental" 1984–1996 |
| SEN    | Senegal                                                       | 1964         | |
| SEY    | Seicheles                                                     | 1980         | |
| SGP    | Singapura                                                     | 1948         | |
| SKN    | São Cristóvão e Neves                                         | 1996         | parte da BWI ( Federação das Índias Ocidentais) 1960 |
| SLE    | Serra Leoa                                                    | 1968         | |
| SLO    | Eslovênia                                                     | 1992         | parte da YUG ( Iugoslávia) 1920–1988 |
| SMR    | San Marino                                                    | 1960         | |
| SOL    | Ilhas Salomão                                                 | 1984         | |
| SOM    | Somália                                                       | 1972         | |
| SRB    | Sérvia                                                        | 1912         | parte da YUG ( Iugoslávia) 1920–1988 · atletas individuais como IOP (Participante Olímpico Independente) 1992 · parte da YUG ( Iugoslávia) 1996–2002 · parte da SCG ( Sérvia e Montenegro) 2004–2006 · uso a retomar em 2008 |
| SRI    | Sri Lanka                                                     | 1948         | |
| SSD    | Sudão do Sul                                                  | 2016         | |
| STP    | São Tomé e Príncipe ·                                         | 1996         | |
| SUD    | Sudão                                                         | 1960         | |
| SUI    | Suíça                                                         | 1900         | |
| SUR    | Suriname                                                      | 1968         | |
| SVK    | Eslováquia                                                    | 1996         | parte da TCH ( Tchecoslováquia) 1920–1992 |
| SWE    | Suécia                                                        | 1896         | |
| SWZ    | Essuatíni                                                     | 1900         | |
| SYR    | Síria                                                         | 1948         | |
|        |                                                               |              | |
| TAN    | Tanzânia                                                      | 1964         | |
| TGA    | Tonga                                                         | 1984         | |
| THA    | Tailândia                                                     | 1952         | |
| TJK    | Tajiquistão                                                   | 1996         | parte da RUS ( Rússia) 1900–1912 · parte da URS ( União Soviética) 1924–1988 · parte da EUN ( Equipa Unificada) 1992 |
| TKM    | Turquemenistão                                                | 1996         | parte da RUS ( Rússia) 1900–1912 · parte da URS ( União Soviética) 1924–1988 · parte da EUN ( Equipa Unificada) 1992 |
| TLS    | Timor-Leste                                                   | 2004         | IOA 2000 |
| TOG    | Togo                                                          | 1972         | |
| TPE    | Taipé Chinesa (Taiwan) · designação do COI: Taipé Chinês      | 1979         | como " Taiwan" CHN 1932–1956 · como " Taiwan" TAI 1960–1964 · como " Taiwan" ROC 1968–1972 · em uso desde 1984 |
| TTO    | Trinidad e Tobago                                             | 1948         | parte da BWI ( Federação das Índias Ocidentais) 1960 · TRT 1964–1968 · TRI 1972–2012 |
| TUN    | Tunísia                                                       | 1960         | |
| TUR    | Turquia                                                       | 1908         | |
| TUV    | Tuvalu                                                        | 2008         | |
|        |                                                               |              | |
| UAE    | Emirados Árabes Unidos                                        | 1984         | |
| UGA    | Uganda                                                        | 1956         | |
| UKR    | Ucrânia                                                       | 1996         | parte da RUS ( Rússia) 1900–1912 · parte da URS ( União Soviética) 1924–1988 · parte da EUN ( Equipa Unificada) 1992 |
| URU    | Uruguai                                                       | 1924         | |
| USA    | Estados Unidos ·                                              | 1896         | |
| UZB    | Uzbequistão                                                   | 1996         | parte da RUS ( Rússia) 1900–1912 · parte da URS ( União Soviética) 1924–1988 · parte da EUN ( Equipa Unificada) 1992 |
|        |                                                               |              | |
| VAN    | Vanuatu                                                       | 1988         | |
| VEN    | Venezuela                                                     | 1948         | |
| VIE    | Vietname ·                                                    | 1952         | |
| VIN    | São Vicente e Granadinas                                      | 1988         | parte da BWI ( Federação das Índias Ocidentais) 1960 |
|        |                                                               |              | |
| YEM    | Iêmen                                                         | 1992         | |
|        |                                                               |              | |
| ZAM    | Zâmbia                                                        | 1968         | parte da RHO (Rodésia) 1928–1960 RHN (Rodésia do Norte) 1964 |
| ZIM    | Zimbabwe                                                      | 1980         | parte da RHO (Rodésia) 1928–1960 RHS (Rodésia do Sul) 1964 |

## Códigos obsoletos
| Código | Designação COI                  | Uso  | Uso  | Notas |
| Código | Designação COI                  | de   | a    | Notas |
| ------ | ------------------------------- | ---- | ---- | --- |
| AHO    | Antilhas Holandesas             | 1960 | 2008 | Dissolvido em 2010 Competiu como Atletas Olímpicos Individuais (IOA) em 2012                                                                                          |
| ANZ    | Australásia                     | 1908 | 1912 | Combinava Austrália e Nova Zelândia numa só equipe |
| BIR    | Birmânia                        | 1948 | 1988 | Agora MYA (Mianmar) |
| BOH    | Boémia                          | 1900 | 1912 | Agora CZE (República Checa) |
| BOR    | Bornéu do Norte                 | 1956 | 1956 | |
| BWI    | Federação das Índias Ocidentais | 1960 | 1960 | |
| DAH    | Daomé                           | 1976 | 1976 | Agora BEN (Benim) |
| FRG    | Alemanha Ocidental              | 1980 | 1988 | Embora a nação reunificada seja por vezes referida como República Federal da Alemanha, o código foi mudado como parte do processo de reunificação em 1990.            |
| GDR    | Alemanha Oriental               | 1968 | 1988 | |
| HBR    | Honduras Britânicas             | 1968 | 1972 | Agora BIZ (Belize) |
| HOL    | Países Baixos                   | 1900 | 1988 | Mudou para NED nos Jogos Olímpicos de Verão de 1992 |
| IHO    | Indonésia                       | 1952 | 1952 | Agora INA (Indonésia) |
| IRN    | Irão                            | 1956 | 1988 | Agora IRI |
| KHM    | República Khmer                 | 1976 | 1976 | Agora CAM |
| KIT    | Itália                          | 1896 | 1936 | Agora ITA (Itália) |
| LIB    | Líbano                          | 1964 | 2016 | Agora LBN |
| LIT    | Lituânia                        | 1992 | 1992 | Agora LTU |
| MAL    | Malásia                         | 1976 | 1992 | Agora MAS |
| NGU    | Papua-Nova Guiné                | 1980 | 1984 | Agora PNG |
| NGY    | Papua-Nova Guiné                | 1976 | 1976 | Mudou para NGU; agora PNG |
| RAU    | República Árabe Unida           | 1960 | 1968 | Agora EGY (Egipto) |
| RHN    | Rodésia do Norte                | 1964 | 1964 | Agora ZAM (Zâmbia) |
| RHO    | Rodésia                         | 1928 | 1960 | |
| RHS    | Rodésia do Sul                  | 1964 | 1964 | Agora ZIM (Zimbabwe) |
| ROC    | Taiwan                          | 1968 | 1976 | Agora TPE (Taipé Chinês) |
| ROM    | Roménia                         | 1956 | 2006 | Agora ROU |
| RU1    | Império Russo                   | 1900 | 1912 | Mudou para URS (União Soviética); agora RUS (Rússia) |
| SAA    | Sarre (protetorado)             | 1952 | 1952 | |
| SAF    | África do Sul                   | 1904 | 1960 | Regressou como RSA (República da África do Sul) em 1992 |
| SAU    | Arábia Saudita                  | 1984 | 1984 | Agora KSA |
| SCG    | Sérvia e Montenegro             | 2004 | 2006 | Parte da YUG (Jugoslávia) entre 1920–1988 Atletas individuais como IOP (Participante Olímpico Independente) em 1992 Competia como YUG (RF Jugoslávia) entre 1996–2002 |
| SIN    | Singapura                       | 1948 | 2016 | Agora SGP |
| TAI    | Taiwan                          | 1960 | 1964 | Agora TPE (Taipé Chinês) |
| TCH    | Tchecoslováquia                 | 1920 | 1992 | |
| URS    | União Soviética                 | 1952 | 1988 | |
| VOL    | Alto Volta                      | 1972 | 1984 | Agora BUR (Burkina Faso) |
| VNM    | Vietname                        | 1976 | 1976 | Agora VIE |
| YAR    | República Árabe do Iémen        | 1984 | 1988 | |
| YMD    | República Democrática do Iémen  | 1988 | 1988 | |
| YUG    | Iugoslávia                      | 1920 | 2002 | Agora SRB (Sérvia) |
| ZAI    | Zaire                           | 1984 | 1996 | Agora COD (República Democrática do Congo) |

## Códigos temporários
Estes códigos são utilizados pelo COI quando necessário para distinguir atletas de nações em transição ou quando existem sanções das Nações Unidas contra esse estado ou nação em particular.
| Código | designação COI                                 | Uso                 | Uso                 | Notas |
| Código | designação COI                                 | de                  | a                   | Notas |
| ------ | ---------------------------------------------- | ------------------- | ------------------- | --- |
| AIN    | Atletas Individuais Neutros                    | 2024                | 2024                | Usado para atletas individuais da Rússia e da Bielorrússia competirem nos Jogos Olímpicos e Paralímpicos de 2024. Os dois países se encontram suspensos pelo envolvimento na invasão da Ucrânia pela Rússia. |
| COR    | Coreia                                         | 2018                | 2018                | Usado para a equipe unificada de hóquei no gelo feminino entre as Coreias do Norte e do Sul em 2018. Também usado no desfile das duas delegações durante a cerimônia de abertura. |
| EOR    | Time Olímpico de Refugiados                    | 2020                | 2020                | Reúne atletas escolhidos pelo COI que não podem competir por seus países de origem por estarem asilados em outras nações. O COI alterou o código "ROT" utilizado em 2016. |
| EUA    | Equipe Alemã Unida                             | 1956                | 1964                | Reuniu, de 1956 a 1964, as equipas da Alemanha Ocidental e Alemanha Oriental. De 1968 a 1990, em todas as competições internacionais, as duas Alemanhas fizeram equipas separadas. |
| EUN    | Equipe Unificada                               | 1992                | 1992                | Doze antigas repúblicas soviéticas juntaram-se numa só equipa no ano seguinte à dissolução da União Soviética. |
| IOA    | Atletas Olímpicos Independentes                | 2000 2012 2014 2016 | 2000 2012 2014 2016 | Atletas individuais de Timor-Leste competiram sob a Bandeira olímpica nos Jogos Olímpicos de Verão de 2000, durante a Administração Transitória das Nações Unidas. Nos Jogos Olímpicos de Verão de 2012 e Jogos Olímpicos de Verão da Juventude de 2014 foi reservado para os atletas do Sudão do Sul e das Antilhas Neerlandesas. Nos Jogos Olímpicos de Inverno de 2014, foi inicialmente usado pela Índia. Nos Jogos Olímpicos de Verão de 2016 foi usado pelo Kuwait. O código está reservado e pode ser utilizado de novo em situações semelhantes. |
| IOC    | Atletas do Kuwait                              | 2010                | 2010                | Atletas individuais do Kuwait competiram sob a Bandeira olímpica nos Jogos Olímpicos de Verão da Juventude de 2010 quando o país estava suspenso do Comitê Olímpico Internacional. O código pode ser utilizado de novo em situações de suspensão. |
| IOP    | Participantes Olímpicos Independentes          | 1992                | 1992                | Atletas individuais da República Federal da Jugoslávia competiram sob a Bandeira olímpica nos Jogos Olímpicos de Verão de 1992 quando o país estava sob o embargo desportivo das Nações Unidas. O código pode ser utilizado de novo em situações de embargo desportivo. |
| IPA    | Atletas Paralímpicos Individuais/Independentes | 2000 2016           | 2000 2016           | Atletas individuais de Timor-Leste competiram sob a Bandeira paralímpica nos Jogos Paralímpicos de Verão de 2000, durante a Administração Transitória das Nações Unidas. O código foi usado novamente nos Jogos Paralímpicos de Verão de 2016, quando o Comitê Paralímpico Internacional selecionou dois atletas refugiados para competirem como Atletas Paralímpicos Independentes. O código está reservado para ser utilizado de novo em situações semelhantes.                                                                                        |
| IPP    | Participantes Paralímpicos Independentes       | 1992                | 1992                | Atletas individuais da República Federal da Jugoslávia competiram sob a Bandeira paralímpica nos Jogos Paralímpicos de Verão de 1992 quando o país estava sob o embargo desportivo das Nações Unidas. O código está reservado e pode ser utilizado de novo em situações de embargo desportivo. |
| MIX    | Equipes internacionais                         | 2010                | 2020                | Utilizado unicamente nos Jogos Olímpicos da Juventude para equipes de diferentes nacionalidades. |
| NPA    | Atletas Paralímpicos Neutros                   | 2018                | 2018                | Usado para designar os atletas da Rússia que competiram de forma neutra durante os Jogos Paralímpicos de Inverno de 2018 devido a expulsão do Comitê Paralímpico Russo do IPC em 2016, como consequência do escândalo institucional de doping. |
| OAR    | Atletas Olímpicos da Rússia                    | 2018                | 2018                | Usado para designar os atletas da Rússia que competiram de forma neutra devido a suspensão do Comitê Olímpico Russo em 2018 devido ao escândalo institucional de doping. |
| ROC    | Atletas do Comitê Olímpico Russo               | 2020                | 2020                | Usado para designar os atletas da Rússia que competiram de forma neutra em 2020 devido ao escândalo institucional de doping. |
| ROT    | Time Olímpico de Refugiados                    | 2016                | 2016                | Reuniu atletas escolhidos pelo COI que não puderam competir por seus países de origem por estarem asilados em outras nações. |
| ZZX    | Equipe mista                                   | 1896                | 1904                | Retrospectivamente aplicado a equipas medalhadas de nacionalidade mista, o que hoje é impossível devido ao surgimento dos Comités Olímpicos Nacionais. |

## Outros códigos
Alguns territórios possuem Comitês Olímpicos Nacionais não reconhecidos pelo COI, apenas por outras entidades organizadoras de eventos multiesportivos regionais e mundiais.
| Código | País / Território                         | Primeiro uso | Observações |
| ------ | ----------------------------------------- | ------------ | --- |
| ANU    | Anguila                                   | -            | Compete nos Jogos da Commonwealth, Jogos Centro-Americanos e do Caribe e nas Universíadas.                                                                         |
| CNB    | Canadá Novo Brunswick                     | -            | Compete apenas nos Jogos da Francofonia. |
| CQC    | Canadá Quebéc                             | -            | Compete apenas nos Jogos da Francofonia. |
| CHU    | Chuuk                                     | -            | Compete apenas nos Jogos da Micronésia. |
| CUR    | Curaçao                                   | -            | Estado sucessor das Antilhas Holandesas em alguns eventos. Compete nos Jogos Centro-Americanos e do Caribe e nos Jogos Sul-Americanos.                             |
| ENG    | Inglaterra                                | -            | Compete nos Jogos da Commonwealth e na Gimnasíada. |
| FAI    | Ilhas Falkland                            | -            | Compete apenas nos Jogos da Commonwealth. |
| FLA    | Flanders                                  | -            | Compete apenas na Gimnasíada. |
| FWB    | Federação Valônia-Bruxelas                | -            | Compete apenas nos Jogos da Francofonia e nas Gimnasíadas. |
| FRO    | Ilhas Faroé                               | -            | Compete apenas nos Jogos Paralímpicos. |
| GIB    | Gibraltar                                 | -            | Compete apenas nos Jogos da Commonwealth. |
| GBC    | Comunidade Alemã da Bélgica               | -            | Compete apenas na Gimnasíada. |
| GCY    | Guernsey                                  | -            | Compete apenas nos Jogos da Commonwealth. |
| GPE    | Guadalupe                                 | -            | Compete apenas nos Jogos Centro-Americanos e do Caribe. |
| GUF    | Guiana Francesa                           | -            | Compete apenas nos Jogos Centro-Americanos e do Caribe. |
| IOM    | Ilha de Man                               | -            | Compete apenas nos Jogos da Commonwealth. |
| JER    | Jersey                                    | -            | Compete apenas nos Jogos da Commonwealth. |
| KUS    | Kosrae                                    | -            | Compete apenas nos Jogos da Micronésia. |
| MAC    | Macau                                     | -            | Reconhecido apenas pelo Conselho Olímpico da Ásia Compete nos Jogos Asiáticos, nos Jogos Paralímpicos, Jogos da Lusofonia, nas Universíadas, e nas Surdolímpiadas. |
| MNP    | Ilhas Marianas do Norte                   | -            | Compete apenas nos Jogos do Pacífico e nas Universíadas. |
| MTQ    | Martinica                                 | -            | Compete apenas nos Jogos Centro-Americanos e do Caribe. |
| MTS    | Montserrat                                | -            | Fazia parte da BWI ( Federação das Índias Ocidentais, 1960). Compete apenas nos Jogos da Commonwealth.                                                             |
| NCL    | Nova Caledônia                            | -            | Compete apenas nos Jogos do Pacífico. |
| NFK    | Ilha Norfolk                              | -            | Compete apenas nos Jogos da Commonwealth e nos Jogos do Pacífico.                                                                                                  |
| NIU    | Niue                                      | -            | Compete apenas nos Jogos da Commonwealth e nos Jogos do Pacífico.                                                                                                  |
| NIR    | Irlanda do Norte                          | -            | Compete apenas nos Jogos da Commonwealth. |
| POH    | Pohnpei                                   | -            | Compete nos Jogos da Micronésia. |
| PYF    | Taiti                                     | -            | Compete nos Jogos do Pacífico na Gimnasíada. |
| SCO    | Escócia                                   | -            | Compete nos Jogos da Commonwealth e na Gimnasíada. |
| SHE    | Santa Helena, Ascensão e Tristão da Cunha | -            | Compete apenas nos Jogos da Commonwealth. |
| RSR    | República Srpska                          | -            | Compete apenas na Gimnasíada. |
| SMX    | Sint Maarten                              | -            | Compete apenas nos Jogos Centro-Americanos e do Caribe. |
| TCI    | Turks e Caicos                            | -            | Fazia parte da BWI ( Federação das Índias Ocidentais, 1960). Compete nos Jogos da Commonwealth e nos Jogos Centro-Americanos e do Caribe.                          |
| TKL    | Toquelau                                  | -            | Compete apenas nos Jogos do Pacífico |
| WAL    | País de Gales                             | -            | Compete apenas nos Jogos da Commonwealth. |
| YAP    | Yap                                       | -            | Compete apenas nos Jogos da Micronésia. |